# کیو قنطورس
کیو قنطورس یک ستاره است که در صورت فلکی قنطورس قرار دارد.